# Institut für Chemie und Biologie des Meeres
Das Institut für Chemie und Biologie des Meeres (ICBM) der Carl von Ossietzky Universität Oldenburg ist ein meereskundliches Institut in Niedersachsen.

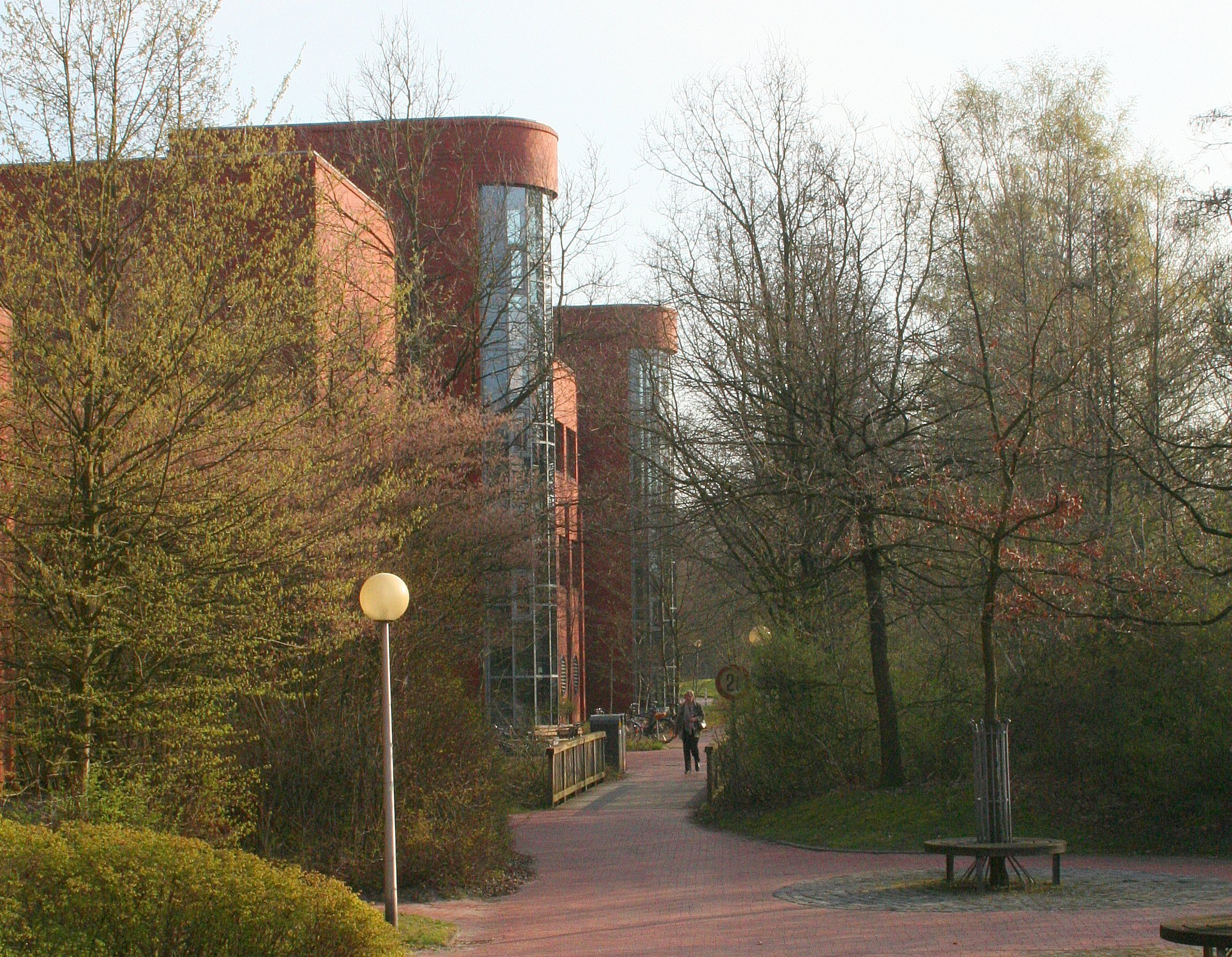
Institutsgebäude des ICBM in Oldenburg

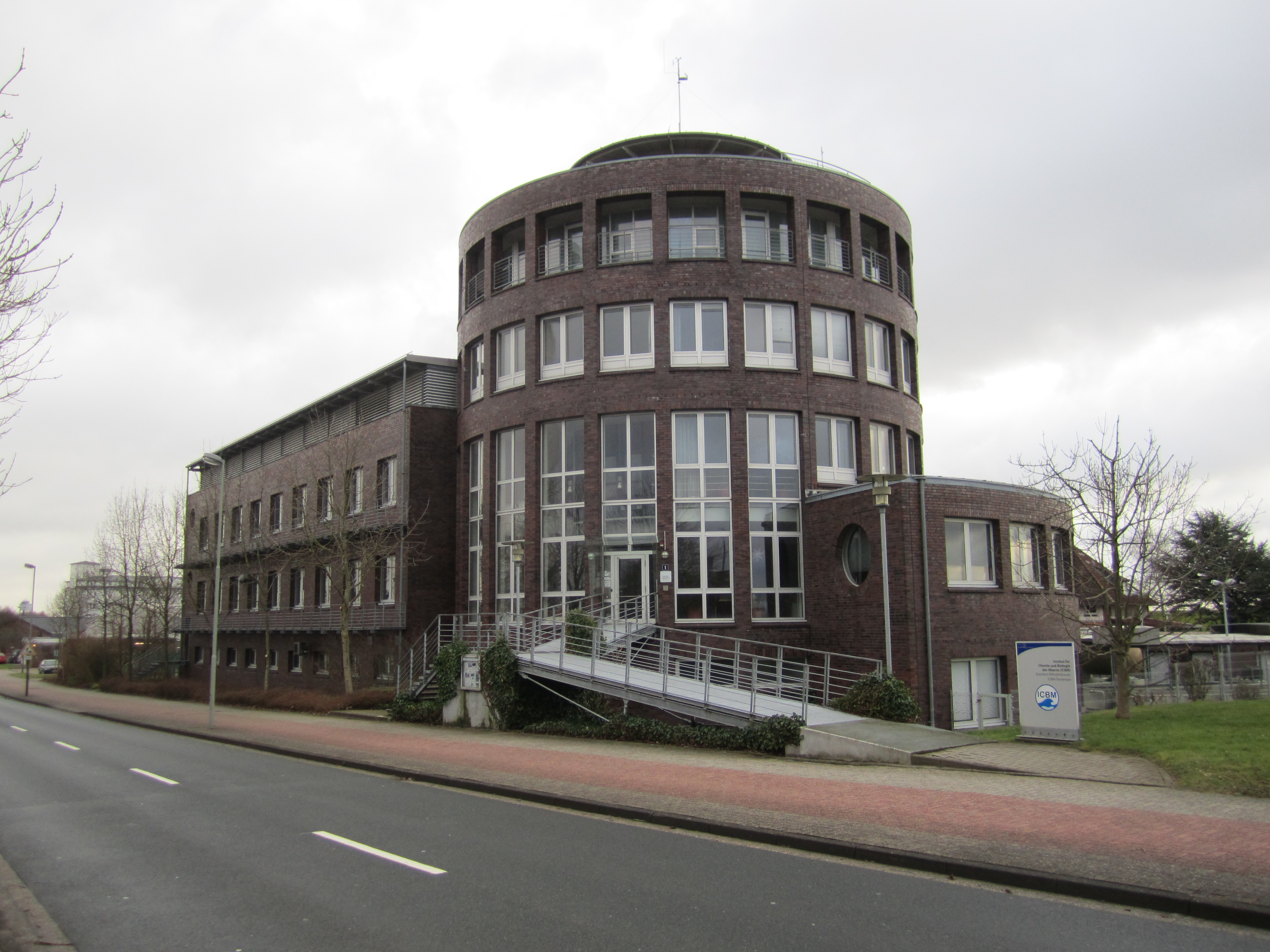
ICBM Terramare in Wilhelmshaven

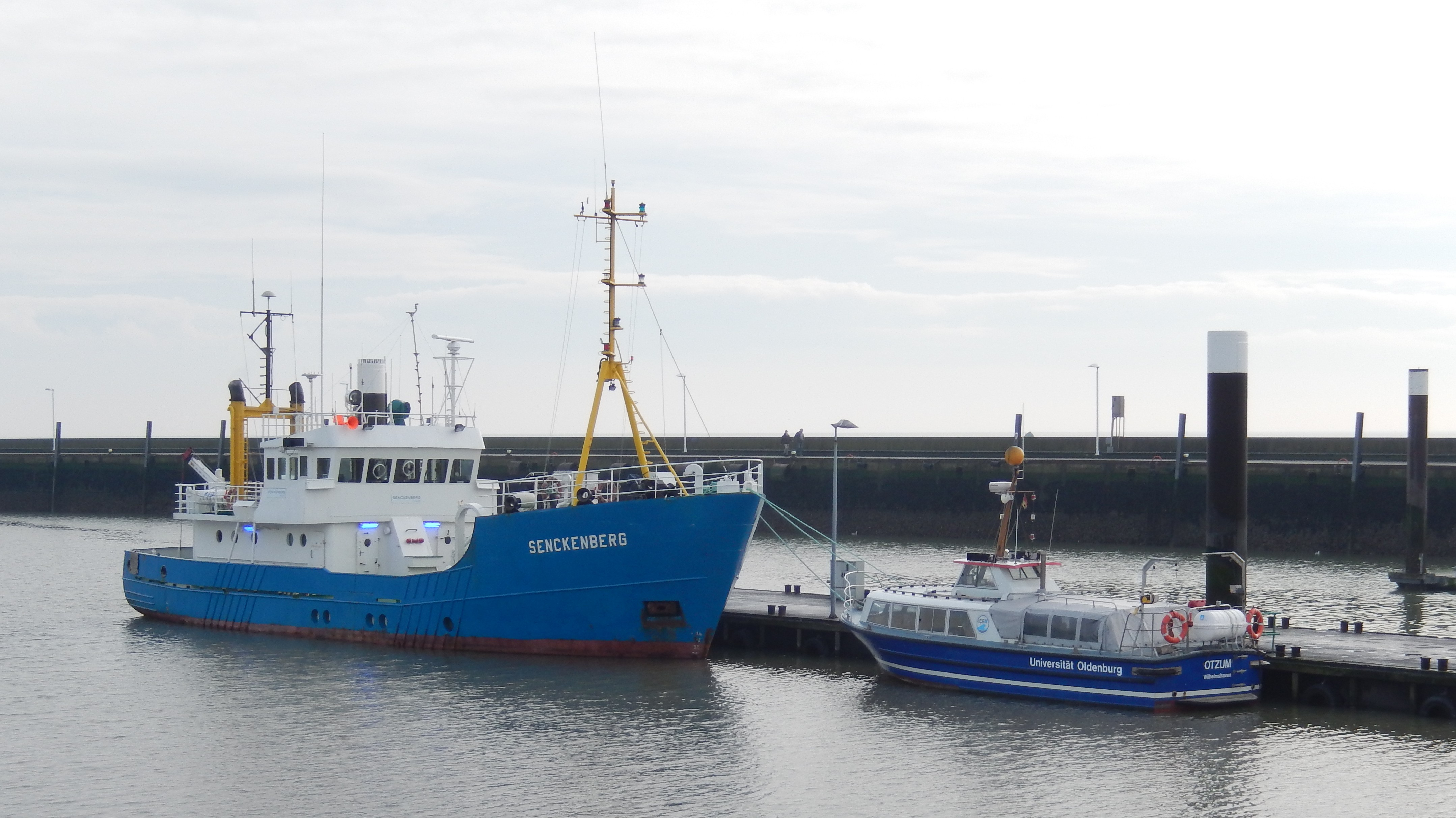
Forschungsboot Otzum neben der Senckenberg

Beheimatet ist das ICBM auf dem Campus Wechloy in Oldenburg mit Außenstandorten in Wilhelmshaven (Lage) und auf Spiekeroog (in Anlehnung an das Nationalparkhaus Wittbülten auf dem Gelände der Hermann Lietz-Schule). Es betreibt u. a. die Hydrographische Messstation Spiekeroog sowie mehrere Forschungsschiffe und ist das Heimatinstitut des im November 2014 in Dienst gestellte Forschungsschiffs Sonne des BMBF.

## Leitbild und Forschung
Das ICBM ist sowohl in der Grundlagenforschung als auch im angewandten Bereich der Meeres- und Umweltwissenschaften tätig. Die vielfältigen Zusammenhänge mariner Umweltsysteme sollen durch fachübergreifende Forschung verstanden werden.
Zentrale Forschungsbereiche sind marine Stoffkreisläufe und Energieflüsse sowie die funktionelle Rolle der Lebensvielfalt im Meer, insbesondere in Küstengewässern weltweit, aber auch in den Ozeanen.
Die modellierende Charakterisierung der verschiedenen Umweltsysteme wird am ICBM getragen von hochauflösender Analytik und eigenen Entwicklungen im Bereich der marinen Sensorik.
Zum Verständnis der vielfältigen Zusammenhänge will das ICBM die fachübergreifende Forschung fördern. Mit Stand 2025 gehören insgesamt 26 Arbeitsgruppen zum Institut.

## Universitäre Ausbildung
Die Studienprogramme des ICBM sind eingebunden in die Forschungsaktivitäten und bestehen aus einem umweltwissenschaftlichen Bachelor-Studiengang mit meereswissenschaftlichen, umweltwissenschaftlichen und landschaftsökologischen Anteilen sowie vier Masterstudiengängen. Neben dem Fachmaster in Marinen Umweltwissenschaften sind dies der englischsprachige Studiengang Microbiology, die Umweltmodellierung und die Marine Sensorik. Einen für den Bereich Meerestechnik grundlegenden Bachelor-Studiengang bietet die Jade Hochschule in Zusammenarbeit mit dem ICBM an. Das ICBM ist ERASMUS-Austauschpartner.

## Geschichte
Der Niedersächsische Minister für Wissenschaft und Kunst genehmigte im Juli 1987 die Einrichtung des ICBM als Kooperation der Fachbereiche Mathematik, Biologie, Physik und Chemie. 1991 wurde das ICBM als zentrale Einrichtung der Universität Oldenburg genehmigt. Der 1990 in Wilhelmshaven gegründete und institutionell aus landesmitteln finanzierte Verein Zentrum für Flachmeer-, Küsten- und Meeresumweltforschung e. V. – Forschungszentrum Terramare wurde mit seinem 1994 eingeweihten Forschungszentrum 2008 in das ICBM eingegliedert.
Das Institut wird von Ralf Rabus geleitet.
Ehemalige Direktoren des ICBM sind:
- Wolfgang E. Krumbein, Mikrobiologe
- Ulrich Kattmann,
- Hans Joachim Schellnhuber (1992), Physiker
- Bruno Eckhardt, 1992 bis 1996 Professor für Physik in Oldenburg
- Wolfgang Ebenhöh,
- Heribert Cypionka,
- Meinhard Simon,
- Hans-Jürgen Brumsack, ehemaliger Professor für Mikrobiogeochemie in Oldenburg
- Ulrike Feudel, Professorin für Theoretische Physik und Komplexe Systeme in Oldenburg
- Jürgen Rullkötter, Professor für Organische Geochemie in Oldenburg
- Helmut Hillebrand, Biologe
- Bernd Blasius,
- Oliver Zielinski (2017–2019), Physiker, Direktor des Leibniz-Instituts für Ostseeforschung in Warnemünde
- Thorsten Dittmar, Professor für Marine Geochemie in Oldenburg
- Heinz Wilkes, Professor für Organische Geochemie in Oldenburg

## Kooperationen und Mitgliedschaften
Das ICBM kooperiert mit dem Max-Planck-Institut für Marine Mikrobiologie und dem MARUM, beide in Bremen, dem Alfred-Wegener-Institut in Bremerhaven sowie Senckenberg am Meer und der Jade Hochschule, beide in Wilhelmshaven. Das ICBM ist Mitglied im Konsortium Deutsche Meeresforschung und im Nordwestverbund Meeresforschung e. V. Das ICBM ist ebenfalls Mitglied in der Deutschen Allianz für Meeresforschung.